# Palavra invariável
É denominado palavra invariável todas as palavras que não fazem flexão de gênero, grau e número. Várias classes de palavras abrangem exclusivamente palavras invariáveis, como é o caso das conjunções e das interjeições. Segue alguns exemplos: "entretanto"; "todavia"; "conforme"; "Silêncio!"; "portanto"; "olá"; "alô"; "oxalá"; entre outros.
Alguns conjuntos de duas ou mais palavras podem ser invariáveis também, ou seja, sem qualquer variação de gênero, grau e número, como é o caso de alguns nomes de cores, das locuções conjuntivas e interjectivas e de algumas poucas locuções adjetivas, além de outros casos especiais. Segue alguns exemplos: "desde que"; "à medida que"; "azul-marinho"; "verde-oliva"; "amarelo-canário"; "vermelho-sangue"; "Quem diria!"; "Alto lá!"; "Cruz credo!"; entre outros.
As palavras invariáveis não podem se flexionar de nenhuma maneira, ou seja, se a palavra é de gênero invariável não significa necessariamente que vai ser uma palavra invariável em todos os sentidos, não pode significar, por exemplo, que o grau também será invariável.